# Nuxálk (taal)
Nuxálk (ook wel Bella Coola genoemd) is een Salishtaal die gesproken wordt in de buurt van de stad Bella Coola in de provincie Brits-Columbia in Canada door ongeveer 20-30 ouderen. Tot recentelijk werd de taal Bella Coola genoemd, maar nu wordt de term Nuxálk geprefereerd.
Alhoewel het aantal vloeiende sprekers niet gestegen is, wordt de taal nu onderwezen op zowel provinciale scholen als die van de eigen scholen van Nuxálk Nation, Acwsalcta genaamd, dat "leerplek" betekent. De Nuxálk-taallessen, mits meegenomen tot ten minste Grade 11 level, gelden als tweede taalkwalificatie voor alle belangrijke universiteiten in Brits-Columbia.

## Voetnoten
1. ↑  Suttles, Wayne (1990). "Introduction". In "Northwest Coast", ed. Wayne Suttles. Vol. 7 of Handbook of North American Indians, ed. William C. Sturtevant, pg. 15